# بادي روبرتس (مغني)
بادي روبرتس (بالإنجليزية: Paddy Roberts)‏ هو مغني وكاتب أغاني جنوب أفريقي، ولد في 18 يناير 1910، وتوفي في 24 أغسطس 1975.

## وصلات خارجية
- بادي روبرتس على موقع IMDb (الإنجليزية)
- بادي روبرتس على موقع ميوزك برينز (الإنجليزية)
- بادي روبرتس على موقع ديسكوغز (الإنجليزية)